# Árdánfalva
Árdánfalva (1899-ig Ardanócz, szlovákul Ardanovce) község Szlovákiában, a Nyitrai kerület Nagytapolcsányi járásában.

## Fekvése
Pöstyéntől 11 km-re délkeletre fekszik.

## Története
A települést 1317-ben "Jardan" néven említik először. 1411-től részben a nyitrai káptalan birtokolta, a 17. századtól részben a nyitrai püspökségé, mely 1777-ben elcserélte. 1715-ben szőlőskertje és 19 háztartása volt. 1785-ben 44 házában 244 lakos élt.
Vályi András szerint "ARDANÓCZ. Tótfalu Nyitra Vármegyében, birtokosa a’ Nyitrai Káptalan, lakosai katólikusok, fekszik Galgótztól egy, és 3/4 mértföldnyire. Határja meglehetős, fája mind a’ kétféle elegendő, szőlő hegyei termékenyek, ezen kivül abrontsokat készítenek lakosai, meszet is égetnek; legelője elegendő, réttyei első Osztálybéliek, piatzozása közel, a’ Radosnai malomban alkalmatos örlések, első Osztálybéli."
Fényes Elek szerint "Ardanócz, tót falu, Nyitra vgyében, Radosna mellett, 250 kath., 8 zsidó lak., kath. paroch. templommal, s borterméssel. F. u. a nyitrai püspök. Fekszik egy hegy tövében, Nagy Ripényhez 3/4 óra."
Nyitra vármegye monográfiája szerint "Ardanócz, kis tót község, erdős völgyben fekszik. Lakosainak száma 245, vallásuk r. kath. Postája Felső-Attrak, táviró- és vasúti állomása Pöstyén. A XIV. század elején Vecsey Bertalan volt a földesura. Kath. temploma, mely fallal van körülvéve, 1503-ban épült és akkori kegyura a Csery-család volt. 1705 körül ujraépítették és ebben az időben a kegyúri jog a nyitrai püspökre szállott. Sírboltjában a Csery-család tagjai nyugosznak. A plébánia 1397-ben keletkezett. A templomban egy díszes aranyozott ezüst-kelyhet őriznek, rajta a Csery-család czímerével, melyet Csery János, Ocskay Rózsa és Gillány József adományoztak az egyháznak. A község földesurai előbb a Vecseyek, azután a Csery-család, később a nyitrai püspök voltak."
A trianoni békeszerződésig Nyitra vármegye Galgóci járásához tartozott, majd a csehszlovák állam része lett. Ezután lakói főként földművelésből és a nagybirtokokon végzett mezőgazdasági munkákból éltek. A második világháború idején lakói részt vettek a szlovák nemzeti felkelésben.

## Népessége
| Év:            | 1994. | 2004.   | 2014.    | 2024.    |
| -------------- | ----- | ------- | -------- | -------- |
| Emberek száma: | 234   | 239     | 209      | 233      |
| Eltérés:       |       | +2,13 % | -12,55 % | +11,48 % |

| Év:            | 2023. | 2024.   |
| -------------- | ----- | ------- |
| Emberek száma: | 221   | 233     |
| Eltérés:       |       | +5,42 % |

1910-ben 331, túlnyomórészt szlovák anyanyelvű lakosa volt.
2001-ben 235 lakosából 233 szlovák volt.
2011-ben 223 lakosából 220 szlovák volt.
2021-ben 204 lakosából 197 (+1) szlovák, 3 egyéb és 4 ismeretlen nemzetiségű volt.

## Neves személyek
- Itt szolgált Jancsó András (1756-1824) katolikus lelkész.

## Nevezetességei
- Mihály arkangyal tiszteletére szentelt római katolikus temploma 1503-ban épült későgótikus stílusban. 1705-ben barokk stílusban építették át. 1753-1754-ben bővítették.
- A plébánia épülete 1787-ben épült klasszicista stílusban, 1804-ben megújították.